# Voïvodie de Kalisz
Pour les articles homonymes, voir Kalisz (homonymie).
La voïvodie de Kalisz, en polonais województwo kaliskie, est une ancienne division administrative polonaise.

## de 1314 à 1793
Aussi appelée palatinat de Kalisz (en latin Palatinatus Calisiensis), elle a été une division administrative du royaume de Pologne, puis de la république des Deux Nations de 1314 jusqu'aux partages de la Pologne en 1772–1795. Elle faisait partie de la province de Grande-Pologne.

## de 1815 à 1837
À la suite de la création du royaume du Congrès, la voïvodie de Kalisz fut recréée en 1815 sur la base de l'ancien département de Kalisz du duché de Varsovie. En 1837, elle fut transformée en gouvernement de Kalisz.

## de 1975 à 1998
Lors de la réorganisation administrative de 1975 de la république populaire de Pologne, la voïvodie de Kalisz fut recréée une dernière fois. Elle fut dissoute par la troisième république lors de la réforme de 1998, et réintégrée dans la voïvodie de Grande-Pologne.

### Villes
- Kalisz – 106 641
- Ostrów Wielkopolski – 74 728
- Krotoszyn – 29 221
- Jarocin – 25 935
- Pleszew – 18 512
- Kępno – 15 041
- Ostrzeszów – 14 637
- Syców – 10 670
- Wieruszów – 9330
- Koźmin Wielkopolski – 6700
- Nowe Skalmierzyce – 5100
- Odolanów – 5000
- Zduny – 4500
- Sulmierzyce – 2200
- Międzybórz – 2161
- Żerków – 2100
- Raszków – 2048
- Grabów nad Prosną – 1985
- Mikstat – 1900
- Stawiszyn – 1572